# Samuel Arza Davenport
Samuel Arza Davenport (* 15. Januar 1834 bei Watkins, New York; † 1. August 1911 in Erie, Pennsylvania) war ein US-amerikanischer Politiker. Zwischen 1897 und 1901 vertrat er den Bundesstaat Pennsylvania im US-Repräsentantenhaus.

## Werdegang
1839 kam Samuel Davenport mit seinen Eltern nach Erie, wo er später die Erie Academy besuchte. Nach einem anschließenden Jurastudium an der Harvard University und seiner Zulassung als Rechtsanwalt begann er ab 1855 in Erie in diesem Beruf zu arbeiten. Im Jahr 1860 wurde er zum Bezirksstaatsanwalt im Erie County gewählt. Zwischen 1865 und 1890 war er Eigentümer und Herausgeber der Zeitung Erie Gazette. Politisch wurde er Mitglied der Republikanischen Partei. In den Jahren 1888 und 1892 nahm er als Delegierter an den Republican National Conventions teil, auf denen jeweils Benjamin Harrison als Präsidentschaftskandidat nominiert wurde.
Bei den Kongresswahlen des Jahres 1896 wurde Davenport im damals staatsweiten 29. Wahlbezirk von Pennsylvania in das US-Repräsentantenhaus in Washington, D.C. gewählt, wo er am 4. März 1897 die Nachfolge von George Franklin Huff antrat. Nach einer Wiederwahl konnte er bis zum 3. März 1901 zwei Legislaturperioden im Kongress absolvieren. In diese Zeit fiel unter anderem der Spanisch-Amerikanische Krieg von 1898. Im Jahr 1900 verzichtete Davenport auf eine weitere Kongresskandidatur. Nach dem Ende seiner Zeit im US-Repräsentantenhaus praktizierte er wieder als Anwalt. Außerdem war er noch als Orgelbauer und Schuhmacher tätig. Er starb am 1. August 1911 in Erie, wo er auch beigesetzt wurde.